# Richard Burr

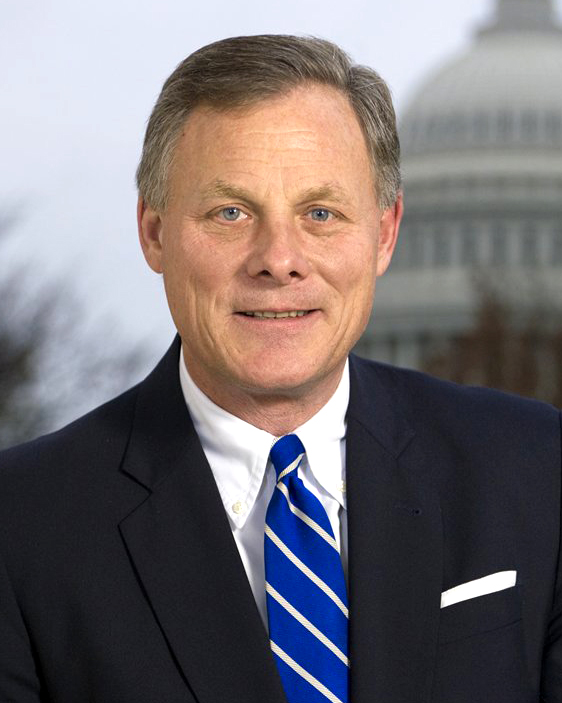
Richard Burr (2009)

Richard Mauze Burr (* 30. November 1955 in Charlottesville, Virginia) ist ein US-amerikanischer Politiker der Republikanischen Partei. Von 2005 bis 2023 vertrat er den Bundesstaat North Carolina im Senat der Vereinigten Staaten.
Richard Burr wuchs in Winston-Salem in North Carolina auf, danach besuchte er die Wake Forest University und schloss sein Studium dort 1978 mit einem Bachelor of Arts ab. Vor seiner politischen Karriere war Burr Geschäftsmann in Winston-Salem. Seit 1984 ist er mit Brooke Fauth verheiratet, sie haben zwei gemeinsame Söhne.

## Werdegang
1992 bewarb Burr sich erstmals um einen Sitz im Repräsentantenhaus der Vereinigten Staaten, unterlag aber dem demokratischen Mandatsinhaber Stephen L. Neal. Zwei Jahre später trat Neal nicht mehr an, woraufhin Burr die Wahl gegen A. P. Sands gewann und als Vertreter des 5. Kongresswahlbezirks von North Carolina in den Kongress einzog. 1996, 1998, 2000 und 2002 wurde er jeweils bestätigt.
Im Juli 2004 gewann er die Vorwahl der Republikanischen Partei und wurde der republikanische Kandidat bei der Senatswahl in North Carolina 2004. Der bisherige Inhaber des Senatsmandats, John Edwards, war nicht wieder angetreten. Burr setzte sich gegen den demokratischen Kandidaten Erskine Bowles, ehemals Stabschef des Weißen Hauses, mit fünf Prozentpunkten Vorsprung durch und trat sein Mandat am 3. Januar 2005 an. Bei der Wahl 2010 gelang ihm mit 55 Prozent der Stimmen die ungefährdete Wiederwahl gegen Elaine Marshall. Da er bei der Wahl 2016 erneut bestätigt wurde, hat Burr ein weiteres sechsjähriges Mandat bis zum 3. Januar 2023 inne. Er hat bereits verkündet, dass er nicht bei der Senatswahl 2022 antreten wird.
Im Senat gehört bzw. gehörte Burr dem Streitkräfteausschuss, dem Energieausschuss, dem Gesundheits-, Bildungs- und Arbeitsausschuss, dem Veteranenausschuss und dem Geheimdienstausschuss an.
2020 sah sich Burr mit schweren Vorwürfen konfrontiert. Burr hatte Insiderwissen als Vorsitzender des Geheimdienstausschusses im US-Senat, welches täglich zur COVID-19-Pandemie Briefings abhielt. Durch den Verkauf des Großteils seiner Aktien am 12. und 13. Februar 2020 im Wert von rund 1,7 Mio. US-Dollar vermied er mit seiner Frau hohe Kursverluste. Die Verkäufe betrafen Aktien aus den am stärksten von der Coronakrise betroffenen Branchen, während er öffentlich im Februar 2020 in einer Zeitung betonte, die USA seien „besser als je zuvor“ für eine Epidemie gewappnet. Regierung und Kongress hätten alle nötigen Weichen gestellt.
Auch kündigte Burr beim Treffen der exklusiven Gruppe Tar Heel Club vor politischen Insidern aus North Carolina schwere ökonomische Probleme durch die COVID-19-Epidemie an, wie eine Tonaufnahme belegt.
Im Jahr 2012 stimmte er im US-Senat gegen den Stock Act, das Insiderhandelsgesetz für Abgeordnete.
Im Mai 2020 beschlagnahmte das FBI sein Handy. Wegen des Verdachts des Insider-Handels legte Burr den Ausschuss-Vorsitz bis zum Ende der Ermittlungen nieder.
2016 kündigte Burr an, dass er nicht erneut antreten möchte, was den Demokraten im Bundesstaat, den Donald Trump nur knapp gewann, eine Chance auf den Sitz eröffnet.

## Politische Positionen
Burr gilt als politisch Konservativer. In der Tat hat GovTrack.us ihn rechts der moderaten Demokraten aufgeführt. Er unterstützte die Politik von US-Präsident George W. Bush während dessen Amtszeit. Genau wie dieser ist er vehementer Abtreibungsgegner, unterstützt die Todesstrafe und setzt sich für einen Verfassungszusatz ein, der gleichgeschlechtliche Ehen verbieten soll.
Beim zweiten Amtsenthebungsverfahren gegen Donald Trump stimmte er als einer von nur sieben republikanischen Senatoren für eine Verurteilung Trumps.